# أنا مثلي ومسلم (فلم 2012)
أنا مثلي ومسلم هو فيلم وثائقي باللغة الإنجليزية صدر سنة 2012، من إخراج الهولندي كريس بيلوني ويعتبر هذا أول فيلم له. تدور أحداث الفيلم حول خمسة رجال مسلمين مثليين وهم يحاولون اكتشاف هويتهم الدينية والجنسية بالمغرب.   قام بتصوير هذا الفيلم برام بيلوني شقيق المخرج.

## الحظر في قيرغيزستان
في 28 سبتمبر 2012، كان من المقرر عرض الوثائقي في مهرجان بير دوينو السينمائي السنوي السادس (عالم واحد) في قيرغيزستان. إلا أنه قوبل بالمنع مباشرة قبل عرضه، حيث طلبت لجنة الدولة للشؤون الدينية من مكتب المدعي العام منع الفيلم. ورُفعت دعوى قضائية أمام محكمة مقاطعة بريفومايسكي، التي حظرت العرض بسبب احتمالية "التحريض على التعصب الديني". 